# New Falcon
New Falcon es un lugar designado por el censo ubicado en el condado de Zapata en el estado estadounidense de Texas. En el Censo de 2010 tenía una población de 191 habitantes y una densidad poblacional de 376,25 personas por km².

## Geografía
New Falcon se encuentra ubicado en las coordenadas 26°38′18″N 99°5′41″O / 26.63833, -99.09472. Según la Oficina del Censo de los Estados Unidos, New Falcon tiene una superficie total de 0.51 km², de la cual 0.51 km² corresponden a tierra firme y (0%) 0 km² es agua.

## Demografía
Según el censo de 2010, había 191 personas residiendo en New Falcon. La densidad de población era de 376,25 hab./km². De los 191 habitantes, New Falcon estaba compuesto por el 89.53% blancos, el 0% eran afroamericanos, el 1.05% eran amerindios, el 0.52% eran asiáticos, el 0% eran isleños del Pacífico, el 8.9% eran de otras razas y el 0% pertenecían a dos o más razas. Del total de la población el 98.43% eran hispanos o latinos de cualquier raza.